# هشت‌بهشت (مجموعه تلویزیونی ۱۳۹۳)
هشت بهشت نام سریال ایرانی به کارگردانی سعید عالم‌زاده، تهیه‌کنندگی امیرحسین شریفی و محصول سال ۱۳۹۱ است. این سریال ۲۶ قسمتی نخستین بار در دی ۱۳۹۳ از شبکه شما صدا و سیمای ایران پخش شد.

## حواشی
سریالی دیگر به نام هشت بهشت (مجموعه تلویزیونی)، محصول سال ۱۳۶۹ شبکه دو سیما به کارگردانی اکبر خواجویی است. در آن سریال سیروس گرجستانی، حسین پناهی، هوشنگ حریرچیان، حسن اکلیلی، اردلان شجاع‌کاوه، خسرو شجاع‌زاده ایفای نقش کرده‌اند.